# Vanuatu aux Jeux paralympiques d'été de 2024
Le Vanuatu participe aux Jeux paralympiques d'été de 2024 à Paris. La délégation est composée de deux athlètes.

## Résultats

### Athlétisme
| Athlète    | Événement                    | Qualification | Qualification | Finale     | Finale |
| Athlète    | Événement                    | Résultat      | Rang          | Résultat   | Rang   |
| ---------- | ---------------------------- | ------------- | ------------- | ---------- | ------ |
| Ken Kahu   | Lancer du javelot hommes F64 | —             | —             | 52 m 01 PB | 9e     |
| Elie Enock | Lancer du poids F57          | DNS           | DNS           | 7 m 27 SB  | 11e    |